# Río Erjas

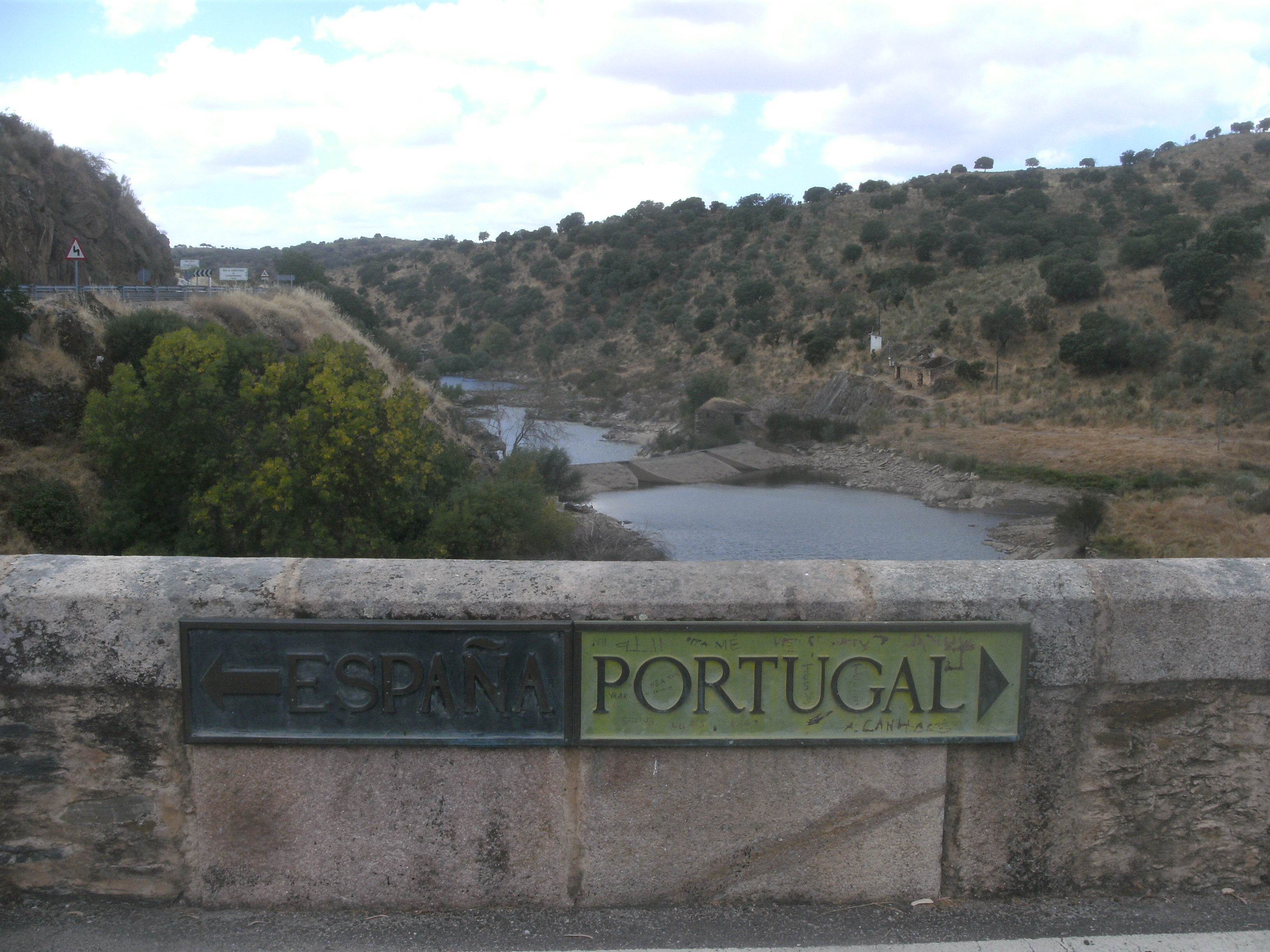
Grenzmarkierung (E/P) auf Römerbrücke

Der Río Erjas (span.) oder Rio Erges (portug.) ist ein ca. 105 km langer rechter Nebenfluss des Tajo. Er fließt in südlicher Richtung entlang der portugiesisch-spanischen Staatsgrenze in südliche Richtung.

## Verlauf
Der Río Erjas entsteht aus dem Zusammenfluss mehrerer Bergbäche an den Südhängen der Sierra de Gata nordöstlich des Ortes Eljas in der westspanischen Provinz Cáceres in der autonomen Gemeinschaft Extremadura. Durch den Zufluss weiterer Bergbäche nimmt er stetig an Größe zu. Nach etwa 17 Kilometern erreicht der Fluss die Grenze. Nach etwa 17 Kilometern bei der Burgruine von Salvaleón mündet der aus Portugal kommende Rio Bazagueda ein. Von dort bis zu seiner Mündung in den Tajo bildet der Río Ergas die Grenze zwischen Spanien und Portugal. An seinem westlichen Ufer befindet sich der Distrikt Castelo Branco der portugiesischen Region Região Centro.

## Orte am Fluss
Das Gelände an beiden Ufern des Flusses ist oft steil abfallend und felsig und so gibt es kaum Ortschaften am oder in der Nähe des Río Erjas.
- Eljas
- Monfortinho
- Salvaterra do Extremo
- Segura

## Sehenswürdigkeiten
Mehrere meist schwer zu erreichende Burgruinen (castillos) säumen südlich von Salvaleón das Flusstal. Bedeutendste Sehenswürdigkeit ist jedoch die bereits in römischer Zeit erbaute, später jedoch immer wieder restaurierte Puente de Segura.